# Fuente Obejuna
Fuente Obejuna er en by og kommune i det sydlige Spanien i provinsen Córdoba. Den har et indbyggertal på 4.346 (2024) indbyggere.